# Tempel van Hercules Victor

Plattegrond van de tempel

De Tempel van Hercules Victor (ook wel de Tempel van Hercules Olivarius genoemd) is een antieke tempel uit de 2e eeuw v.Chr. in Rome.
De ronde tempel die op de huidige Piazza Bocca della Verità staat, het vroegere Forum Boarium, is dankzij een inscriptie geïdentificeerd als de Tempel van Hercules Victor ('Hercules  de overwinnaar'). De tempel werd vroeger onterecht Tempel van Vesta genoemd, vanwege de uitzonderlijke ronde vorm die hij deelt met Tempel van Vesta op het Forum Romanum. Hercules werd al vroeg vereerd op het Forum Boarium met een aan hem gewijd altaar, de Ara Maxima. Als mythische reden werd daarvoor gegeven dat hij daar niet ver vandaan de reus Cacus had verslagen nadat deze zijn runderen had gestolen. Maar Hercules werd ook algemeen vereerd door de Romeinen als de god van de winst en de kooplieden.
In de vierde-eeuwse beschrijving van de 14 districten van Rome wordt hij Hercules Olivarius genoemd, de patroonheilige van het gilde van olearii (olijfoliehandelaren). Deze naam hangt samen met het feit dat de tempel eind 2de eeuw v.Chr. werd gesticht door de koopman Marcus Octavius Herrenus, die zijn rijkdom waarschijnlijk te danken had aan de olijfoliehandel.
De Tempel van Hercules Victor is nog altijd in uitstekende staat, onder andere doordat het gebouw in de middeleeuwen als kerk werd gewijd: eerst in 1132 aan Santo Stefano delle Carrozze en in de 17de eeuw aan Santa Maria del Sole, naar aanleiding van de vondst van een Mariabeeld in de Tiber dat een zonnestraal zou hebben uitgezonden. Recente restauratiewerkzaamheden hebben de tempel in haar oorspronkelijke uitzicht hersteld. 
Dit is zelfs het oudst bewaard gebleven marmeren gebouw in Rome. Het cirkelvormige gebouw staat op een fundering van tufsteen; het heeft een rond podium met treden eveneens van tufsteen; een colonnade van twintig Korinthische zuilen (waarvan er één ontbreekt) werd in een concentrische ring rond de cilindrische cella geschikt. De muur van de cella is aan de buitenzijde bedekt met marmer en aan de binnenzijde met travertijn. Al deze elementen ondersteunden oorspronkelijk een dak en een architraaf, die verdwenen zijn. De ingang bevindt zich op het oosten. In de tempel is een blok marmer bewaard gebleven dat naar men aanneemt het cultusbeeld droeg. Daarop staan de naam van de godheid en de naam van de Griekse beeldhouwer: Scopas de jongere. Een verguld bronzen standbeeld van Hercules dat tijdens het pontificaat van paus Sixtus IV (1471-1484) werd teruggevonden op het Forum Boarium en nu is opgesteld in het Palazzo dei Conservatori van de Capitolijnse Musea, stelt waarschijnlijk het cultusbeeld voor.

## Referentie
- Roma Segreta - Piazza delle Bocca della Verità

Pantheon · Tempel van Caesar · Tempel van Castor en Pollux · Tempel van Hadrianus · Tempel van Mars Ultor · Tempel van Matidia · Tempel van Romulus · Tempel van Saturnus · Tempel van Venus en Roma · Tempel van Portunus · Tempel van Hercules Invictus · Tempel van Jupiter Optimus Maximus · Tempel van Apollo Palatinus · Tempel van Apollo Sosianus · Tempel van Elagabal · Tempel van de gens Flavia · Tempel van de heilige strijdwagens · Tempel van Minerva Chalcidica · Tempel van Juno Regina (Aventijn)